# Заслужений працівник органів внутрішніх справ Республіки Білорусь
«Заслужений працівник органів внутрішніх справ Республіки Білорусь» — почесне звання.

## Порядок присвоєння
Присвоєння почесних звань Республіки Білорусь здійснює Президент Республіки Білорусь. Рішення щодо присвоєння державних нагород оформляються указами Президента Республіки Білорусь. Державні нагороди,в тому числі почесні звання, вручає Президент Республіки Білорусь або інші службовці за його вказівкою. Присвоєння почесних звань РБ відбувається в урочистій атмосфері. Державна нагорода РБ вручається нагородженому особисто. У випадку присвоєння почесного звання РБ з вручення державної нагороди видається посвідчення.
Особам, удостоєних почесних звань РБ, вручають нагрудний знак.
Почесне звання «Заслужений працівник органів внутрішніх справ Республіки Білорусь» присвоюється особам керівного 
та особового складу органів внутрішніх справ, які перебувають на службі в органах внутрішніх справ п'ятнадцять і
більше років у календарному перерахунку, за заслуги у зміцненні охорони громадського порядку, охороні державної власності, високі результати, досягнуті в професійній підготовці, розробці та впровадженні заходів зі зниження рівня злочинності, за самовіддані дії, пов'язані з виконанням службових обов'язків.